# Heterhelus scutellaris
Heterhelus scutellaris is een keversoort uit de familie bastaardglanskevers (Kateretidae). De wetenschappelijke naam van de soort werd in 1841 gepubliceerd door Oswald Heer.